# کارخانه حکیمی
کارخانهٔ حکیمی روستایی است از توابع شهرستان بروجرد. این روستا در دهستان همت‌آباد در بخش مرکزی این شهرستان قرار دارد.

## جمعیت
بنابر سرشماری مرکز آمار ایران، جمعیت کارخانه حکیمی در سال ۱۳۸۵ برابر با ۱۶۶ نفر بوده‌است که از این میان ۹۹ نفر مرد و بقیه زن بوده‌اند. این روستا ۳۴ خانوار دارد. ساکنان این روستا را تا قبل از انقلاب جماعتی از طوایفی چون کوشکی، رشنو، چگنی، حسنوند، پیردایه، زارعلی و غیره تشکیل می دادند. با ازدیاد جمعیت و کمبود منابع کشاورزی و اختلافات طایفه ای و جهت کسب شرایط بهتر معیشت، اکثر طوایف مزبور مجبور به مهاجرت به ویژه به شهر بروجرد شدند. با شروع انقلاب طوایفی چون شمس الدینی، بور و تاری از ایل بزرگ بیرانوند به این روستا مهاجرت کرددند. در حال حاضر دو طایفه کوشکی و بیرانوندها در این روستا سکونت دارند. 